# Sidy Cissoko
Sidy Cissoko (Saint-Maurice, 2 april 2004) is een Frans basketballer die sinds 2025 uitkomt voor de Portland Trail Blazers. 

## Carrière
Cissoko startte zijn professionele loopbaan in Spanje bij Saski Baskonia waar hij op 26 september 2021 op 17-jarige leeftijd zijn debuut mocht maken. Enkele dagen later werd Cissoko uitgeleend aan de Spaanse tweedeklasser Iraurgi SB waarvoor hij het seizoen zou uitspelen. Op 19 juli 2022 tekende Cissoko een contract bij de NBA G League Ignite in de NBA G league. Tijdens het seizoen 2022/23 was Cissoko in 28 wedstrijden voor de NBA G League Ignite goed voor gemiddeldes van 12,8 punten, 2,8 rebounds en 3,6 assists. Cissoko stelde zich in 2023 beschikbaar voor de NBA draft en werd als 44e in de tweede ronde gekozen door de San Antonio Spurs. Op 27 juli 2023 tekende Cissoko een contract bij de San Antonio Spurs. Cissoko werd onmiddellijk uitgeleend aan de Austin Spurs, het geaffilieerde team van San Antonio in de NBA G League. Op 20 november 2023 maakte Cissoko zijn debuut in de NBA tijdens een wedstrijd van de San Antonio Spurs tegen de Los Angeles Clippers. Finaal was Cissoko tijdens zijn rookie-2023/24 goed voor 12 wedstrijden voor de San Antonio Spurs maar daarnaast veel speelgelegenheid voor de Austin Spurs. Ook tijdens de start van het seizoen 2024/25 kreeg Cissoko weinig speelgelegenheid bij de San Antonio Spurs en werd hij opnieuw uitgeleend aan de Austin Spurs. Op 3 februari 2025 werd hij geruild naar de Sacramento Kings in een ruil waarbij ook nog de Chicago Bulls betrokken waren. Andere spelers in de ruil waren: De'Aaron Fox, Jordan McLaughlin, Zach LaVine, Zach Collins, Tre Jones, Kevin Huerter en enkele draftkeuzes. Amper 2 dagen later werd Cissoko, samen met 2 toekomstige draftkeuzes, tegen Jonas Valančiūnas geruild naar de Washington Wizards. 's Anderendaags werd Cissoko echter een vrije speler, toen de Wizards bekend maakten dat ze afzagen van een contract voor Cissoko. Op 8 februari 2025 tekende Cissoko een contract bij de Portland Trail Blazers. Tijdens de rest van het seizoen 2024/25 zou Cissoko nog 5 wedstrijden aantreden voor de Portland Trail Blazers waarnaast hij nog speelgelegenheid kreeg bij de Rip City Remix in de NBA G League.

## Statistieken
| Legenda | Legenda                | Legenda | Legenda                 | Legenda | Legenda               |
| ------- | ---------------------- | ------- | ----------------------- | ------- | --------------------- |
| WG      | Wedstrijden gespeeld   | WS      | Wedstrijden als starter | MPW     | Minuten per wedstrijd |
| FG%     | Fieldgoal-percentage   | 3P%     | Drie-punterpercentage   | VW%     | Vrije-worppercentage  |
| RPW     | Rebounds per wedstrijd | APW     | Assists per wedstrijd   | SPW     | Steals per wedstrijd  |
| BPW     | Blocks per wedstrijd   | PPW     | Punten per wedstrijd    | Vet     | Hoogste in carrière   |

### Regulier seizoen
| Seizoen  | Team                   | WG | WS | MPW  | FG%  | 3P%  | FW%  | RPW | APW | SPW | BPW | PPW |
| -------- | ---------------------- | -- | -- | ---- | ---- | ---- | ---- | --- | --- | --- | --- | --- |
| 2023/24  | San Antonio Spurs      | 12 | 0  | 11,7 | 48,5 | 8,3  | 80,0 | 1,8 | 0,8 | 0,6 | 0,3 | 3,8 |
| 2024/25  | San Antonio Spurs      | 17 | 0  | 3,2  | 50,0 | 42,9 | 16,7 | 0,6 | 0,4 | 0,1 | 0   | 1,3 |
| 2024/25  | Portland Trail Blazers | 5  | 0  | 12,0 | 33,3 | 0    | 66,7 | 2,2 | 1,8 | 0,2 | 0,2 | 2,0 |
| Carrière | Carrière               | 34 | 0  | 7,5  | 46,0 | 16,0 | 62,5 | 1,3 | 0,7 | 0,3 | 0,1 | 2,3 |